# Hyongjesan (khu vực)
Hyŏngjesan-guyŏk (Hán Việt: Huynh Đệ Sơn khu vực) là một trong 19 đơn vị hành chính của thủ đô Bình Nhưỡng, Cộng hòa Dân chủ Nhân dân Triều Tiên. Khu vực nằm ở phía bắc trung tâm thành phố và ở phía bắc là Sunan, phía đông là Ryongsong, phía nam là Potonggang và Morabong, phía đông nam là Sosong. Hyongjesan được thành lập vào tháng 10 năm 1960 từ một số phần của Taedonggang.
Tại Haksan-ri, có một nghĩa trang của quân đội Triều Tiên và chí nguyện quân Trung Quốc trong chiến tranh Triều Tiên, liệt sĩ Trung Quốc có một khu riêng. Tại Sangdang-dong, có phim trường Triều Tiên rộng khoảng 1 km² với cảnh đường phố của nhiều quốc gia khác nhau.
Năm 2008, dân cư khu vực Hyongjesan là 160.032 người, gồm 75 785 nam và 84.247 nữ, dân cư đô thị là 145.772 người (91%).